# Stuhrer Masthuhn

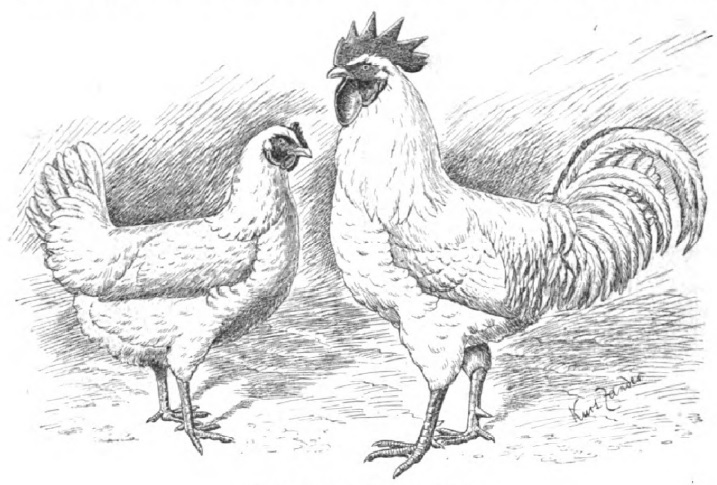
Stuhrer Masthuhn
(aus Dürigens Geflügelzucht von 1923)

Das Stuhrer Masthuhn oder Stuhrer Landhuhn war wie das Winsener Masthuhn eine vom Ramelsloher Huhn stammende Wirtschaftsrasse, die zur Gewinnung von Wintermastküken erzüchtet und nach dem südwestlich von Bremen gelegenen oldenburgischen Ort Stuhr benannt wurde.

## Beschreibung
Das Stuhrer Huhn war dem Ramelsloher sehr ähnlich. Es war nur etwas untersetzter gebaut und tiefer gestellt. Sein Gefieder war weiß, die Beine blau. Es ging aus Kreuzungen des ursprünglichen Ramelsloher Landhuhnes mit Cochin hervor, deren Ziel die Gewinnung von Wintermastküken war. Wie in Winsen an der Luhe wurden auch in Gemeinden des Amtes Delmenhorst im Winter in den Wohnstuben der Kleinbauern Stubenküken gemästet, um im zeitigen Frühjahr die umliegenden Märkte mit Fleisch zu versorgen.
In Delmenhorst wurde es als das zu diesem Zweck bestgeeignete Huhn geschätzt. Dürigen beschrieb es als vorzüglichen Herbst- und Winterleger und zuverlässigen Frühbrüter. Die Hühner waren zartfleischig, feinknochig, schnellwüchsig und frühreif. 5 oder 6 Wochen alte Küken waren mit 500 bis 650 g Gewicht schlachtreif. Als Landhuhn war das Stuhrer Masthuhn genügsam und wetterfest und soll auch in der Eierproduktion „kaum übertroffen“ gewesen sein.
Die Musterbeschreibung des Stuhrer Landhuhnes nannte für den Hahn ein Gewicht von 4 kg, die Henne sollte 3 kg schwer sein. Der Kopf wurde mittelgroß, breit und länglich gefordert. Der Kamm „mittelgroß, einfach, aufrecht stehend, bei der Henne etwas umgelegt; Schnabel kräftig, hellbläulich bis weiß; Augen hellbraun; Ohrscheiben mäßig groß, rot (weißlich mit breiter roter Einfassung gestattet); Kinnlappen mittellang; Hals mittellang; schwach gebogen; Rumpf lang und breit; Rücken fast wa[a]gerecht verlaufend, mit breitem, mittellang behangenen Sattel; Schwanz ziemlich hoch getragen, etwas breit, beim Hahn mit mittellangen Sicheln; Flügel mittellang, breit, fest anliegend; Schenkel kräftig, breit angesetzt, Läufe mittellang (eher tiefer), kräftig und nebst den vier Zehen unbefiedert, blau oder bleigrau. Haut zart, dünn und weiß, Gefieder weiß bis rahmweiß (beim Hahn etwas gelber Anflug gestattet). Von Zucht und [Prämierungen] schließen aus: zu hoher und schmaler Rumpf, flache Brust, zu flach getragener Schwanz, schmales Hinterteil, reinweiße Ohrscheiben. (In Größe, Gestalt, Formen und Eigenschaften entsprach ihm das vor Jahren auch auf Ausstellungen erschienene gelbe Hittfelder Masthuhn).“